# ملعب دبي لكرة المضرب

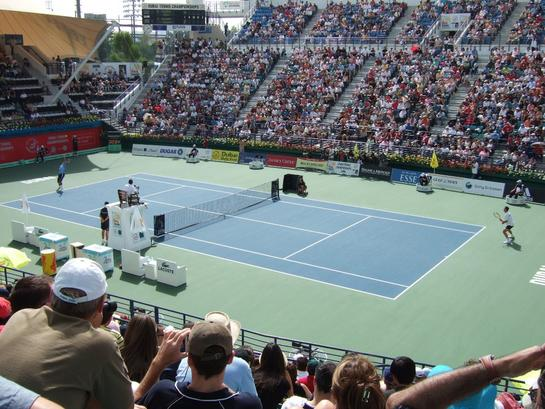
ملعب دبي لكرة المضرب

ملعب دبي لكرة المضرب هو ملعب كامل ومجهز بأحدث التقنيات في دبي في الإمارات العربية المتحدة ويتسع لـ 5,000 متفرج.
استضاف أبرز الأسماء التي لمعت في هذه الرياضة منذ العام 1993، يقع في القرهود بالقرب من مطار دبي الدولي، ويستضيف أيضاً المخيمات الرياضية والمجتمعية والحفلات الموسيقية الحية التي يُحييها عدد من ألمع الفنانين العالميين.

## وصلات خارجية
- صورة للملعب